# Stefania Turkewich
 Stefania Turkewich-Lukianovych (Leópolis, Austria-Hungría, 25 de abril de 1898-Cambridge, Reino Unido, 8 de abril de 1977) fue una compositora, pianista y musicóloga ucraniana, reconocida como la primera mujer compositora de Ucrania. Sus obras fueron prohibidas en Ucrania por los soviéticos.

## Infancia
El abuelo de Stefania (Lev Turkevich) y su padre (Ivan Turkevich) eran sacerdotes. Su madre Sofia Kormoshiv (Кормошів) era pianista y estudió con Karol Mikuli y Vilém Kurz,  también acompañó a la joven Solomiya Krushelnytska.: 7  Toda la familia estaba relacionada con la música y tocaban algún instrumento. Stefania tocaba el piano, la arpa y el armonio. La compositora recordaba su infancia y su amor por la música con estas palabras: 

En el centro de todo estaba mi madre, que tocaba un piano maravilloso. Cuando era niña, me encantaba escucharla. Luego, comenzamos una orquesta de salón en nuestra casa. Tocabamos así: padre el bajo ..., mi madre el piano, (Льоньо) Lyonyo el violonchelo, yo el armonio, (Марійка і Зенко) Marika y Zenko ... los violines. Padre también fundó un coro familiar. Estos fueron nuestros primeros pasos en el mundo de la música. Padre nunca escatimó en dinero ni puso excusas cuando se trataba de nuestra vida musical.: 23 

## Estudios

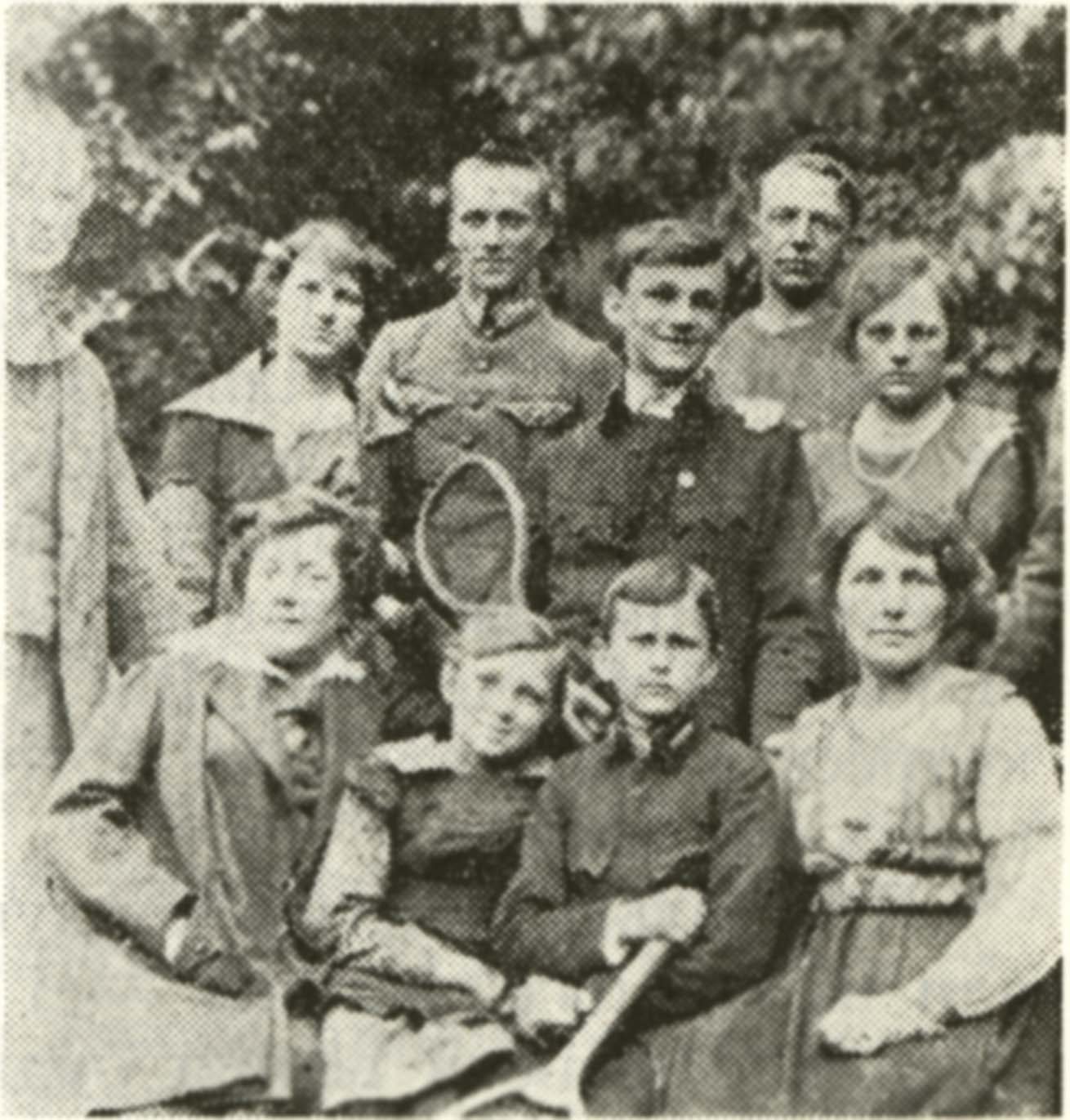
Fila central (de izquierda a derecha): hermana Irena, hermano Lev (con raqueta), Stefania, alrededor de 1915

Stefania comenzó sus estudios musicales con Vasyl Barvinsky. De 1914 a 1916, estudió piano en Viena con Vilém Kurz. Después de la Primera Guerra Mundial, estudió con Adolf Chybiński en la Universidad de Leópolis y también asistió a sus conferencias sobre teoría musical en el Conservatorio de Leópolis.: 10 
En 1919 escribió su primera obra musical: Liturgia (Літургію), que se representó varias veces en la Catedral de San Jorge en Leópolis.
En 1921 estudió con Guido Adler en la Universidad de Viena y con Joseph Marx en la Universidad de Música y Arte Dramático de Viena, de la que se graduó en 1923 con un Diploma de Maestra.
En 1925 se casó con Robert Lisovskyi y viajó con él a Berlín, donde vivió de 1927 a 1930 y estudió con Arnold Schoenberg y Franz Schreker.: 14  Durante este período, en 1927, nació su hija Zoya (Зоя).
En 1930 viajó a Praga en Checoslovaquia, estudió con Zdeněk Nejedlý en la Universidad Carolina y con Otakar Šín en el Conservatorio de Praga. También estudió composición con Vítězslav Novák en la academia de música. En otoño de 1933 dio clases de piano y se convirtió en acompañante en el Conservatorio de Praga. En 1934 defendió su tesis doctoral sobre el tema del folclore ucraniano en las óperas rusas.: 15  Recibió su doctorado en musicología en 1934 de la Universidad Libre Ucraniana en Praga. Se convirtió en la primera mujer de Galitzia (entonces parte de Polonia) en recibir un doctorado. 
A su regreso a Leópolis, desde 1934 hasta el comienzo de la Segunda Guerra Mundial, trabajó como profesora de teoría musical y piano en el Conservatorio de Leópolis y se convirtió en miembro de la Unión de Músicos Profesionales de Ucrania.

## Segunda Guerra Mundial
En otoño de 1939, después de la ocupación soviética de Ucrania occidental, Stefania trabajó como profesora y maestra de conciertos en la Ópera de Leópolis, y de 1940 a 1941 fue profesora adjunta en el Conservatorio de Leópolis. Tras el cierre del Conservatorio, con la ocupación alemana, continuó enseñando en la Escuela Nacional de Música. En la primavera de 1944 partió de Leópolis hacia Viena.  Huyendo de los soviéticos, en 1946 se trasladó al sur de Austria, y de allí a Italia, donde su segundo marido, Nartsiz Lukyanovich, era médico bajo el mando británico.

## Inglaterra
En otoño de 1946, Stefania se mudó al Reino Unido y vivió en Brighton (1947-1951), Londres (1951-1952), Barrow Gurney (cerca de Bristol) (1952-1962), Belfast (Irlanda del Norte) (1962-1973). y Cambridge (desde 1973). 
A finales de la década de 1940, volvió a componer. De vez en cuando volvió a actuar como pianista, en particular en 1957 en una serie de conciertos en comunidades ucranianas en Inglaterra, y en 1959 en un concierto de música para piano en Bristol. Fue miembro de la Sociedad Británica de Mujeres Compositoras y Músicas (que existió hasta 1972). 
Su ópera Oksana's Heart se representó en Winnipeg (Canadá) en 1970 en el Centennial Concert Hall, bajo la dirección artística de su hermana Irena Turkevycz-Martynec .

Sala de conciertos Centennial - Domingo a las 7:30 pm: El Teatro Infantil de Ucrania presenta Heart of Oksana , una ópera de Stefania Turkevich-Lukianovich, que es la historia de una niña que se encuentra con figuras mitológicas en un bosque encantado mientras busca a sus hermanos perdidos.

## Composiciones

### Obras sinfónicas
1. Симфонія - Sinfonía núm. 1 - 1937
 
2. Симфонія no. 2 (a) - Sinfonía núm. 2 (a) - 1952
 
2. Симфонія no. 2 (b) (2-гий варіант) - Sinfonía núm. 2 (b) (2ª versión) 

3. Симфонієта - Symphoniette - 1956
 
4. Три Симфонічні Ескізи - Three Symphonic Sketches - 3-го травня, 1975
 
5. Симфонічна поема поема - La sinfónica de 1972
 
6. Poema sinfónico - La sinfónica de 1972 

7. Суіта для подвійного струнного оркестру - Suite para orquesta de doble cuerda
 
8. Fantasía para orquesta de doble cuerda 

### Ballets
9. Руки - La niña de las manos marchitas - Bristol, 1957
 
10. Перли - El collar 

11. Весна (Дитячий балет) - Primavera - (Ballet infantil) 1934-5
 
12. Мавка (a) - Mavka - 'La ninfa del bosque '- 1964-7 - Belfast
 
12. Мавка (b) - Mavka -' La ninfa del bosque '- 1964-7 - Belfast
 
13. Страхопуд - Espantapájaros - 1976 

### Operas
14. Мавка - Mavka - (sin terminar) basado en la canción del bosque de Lesia Ukrainka 

### Óperas para niños
15. «Цар Ох» або Серце Оксани - Tsar Okh o Corazón de Oksana - 1960
 
16. «Куць» - El joven diablo
 
17. «Яринний городчик» - Un huerto (1969) 

### Obras corales
18. Літургія 1919
 
19. Salmo a Sheptytsky (Псалом Шептицькому)

20. До Бою
 
21. Триптих
 
22. Колискова (А-а, котика нема) 1946 

### Cámara - Obras instrumentales
23. Соната для скрипки і фортепіано 1935 - Sonata para violín y piano
 
24. (a) Cтрунний квартет 1960 - 1970 - Cuarteto de cuerda
   
24. (b) Cтрунний квартет 1960 - 1970 - Cuarteto de cuerda
 
25. Тріо для скрипки, альта і віолончела 1960 - 1970 - Trio para violín, viola y violonchelo
 
26. Квінтет для двох скрипок, альта, віолончела фортепіано 1960 - 1970 - Quinteto para piano
 
27. Тріо дуля феликелели, 1972 

### Obras para piano
28. Варіації на Українську тему 1932 - Variaciones sobre un tema de Ucrania
 
29. Фантазія: Суїта фортепянна на Українські теми - Fantasia: Suite para piano sobre temas de Ucrania 1940
 
30. Імпромпту - Impromptu 1962
 
31. Гротеск - Grotesque 1964
 
32. Гірська сюїта - Montaña suite 1966 - 1968
 
33. Цикл п'єс для дітей - Ciclo de Piezas para la Infancia 1936-1946
 
34. Українські коляди та щедрівки - villancicos ucranianos y Shchedrivka
 
35. Вістку голосить - Buenas noticias
 
36. Navidad con Arlequín 1971

### Varios
i. - Серце - Heart - Voz solista con orquesta
 
ii. - Лорелеї - Lorelei - Narrador, armonio y piano 1919 - palabras de Lesia Ukrainka
 
iii. - Май - mayo - 1912
 
iv. - Тема народної пісні - Temas de canciones populares
 
v.- На Майдані - Plaza de la Independencia - pieza de piano
 
vi. - Не піду до леса з конечкамі - Лемківська пісня - Canción de Lemky para voz y cuerdas 

## Legado
Sus composiciones son modernas, pero recuerdan las canciones populares ucranianas cuando no son expresionistas. Continuó componiendo durante la década de 1970. Stefania Turkevich murió el 8 de abril de 1977 en Cambridge, Inglaterra. 